# Deuterocohnia brevifolia
Deuterocohnia brevifolia är en gräsväxtart som först beskrevs av August Heinrich Rudolf Grisebach, och fick sitt nu gällande namn av Michael A. Spencer och Lyman Bradford Smith. Deuterocohnia brevifolia ingår i släktet Deuterocohnia och familjen Bromeliaceae. Inga underarter finns listade i Catalogue of Life.

## Bildgalleri

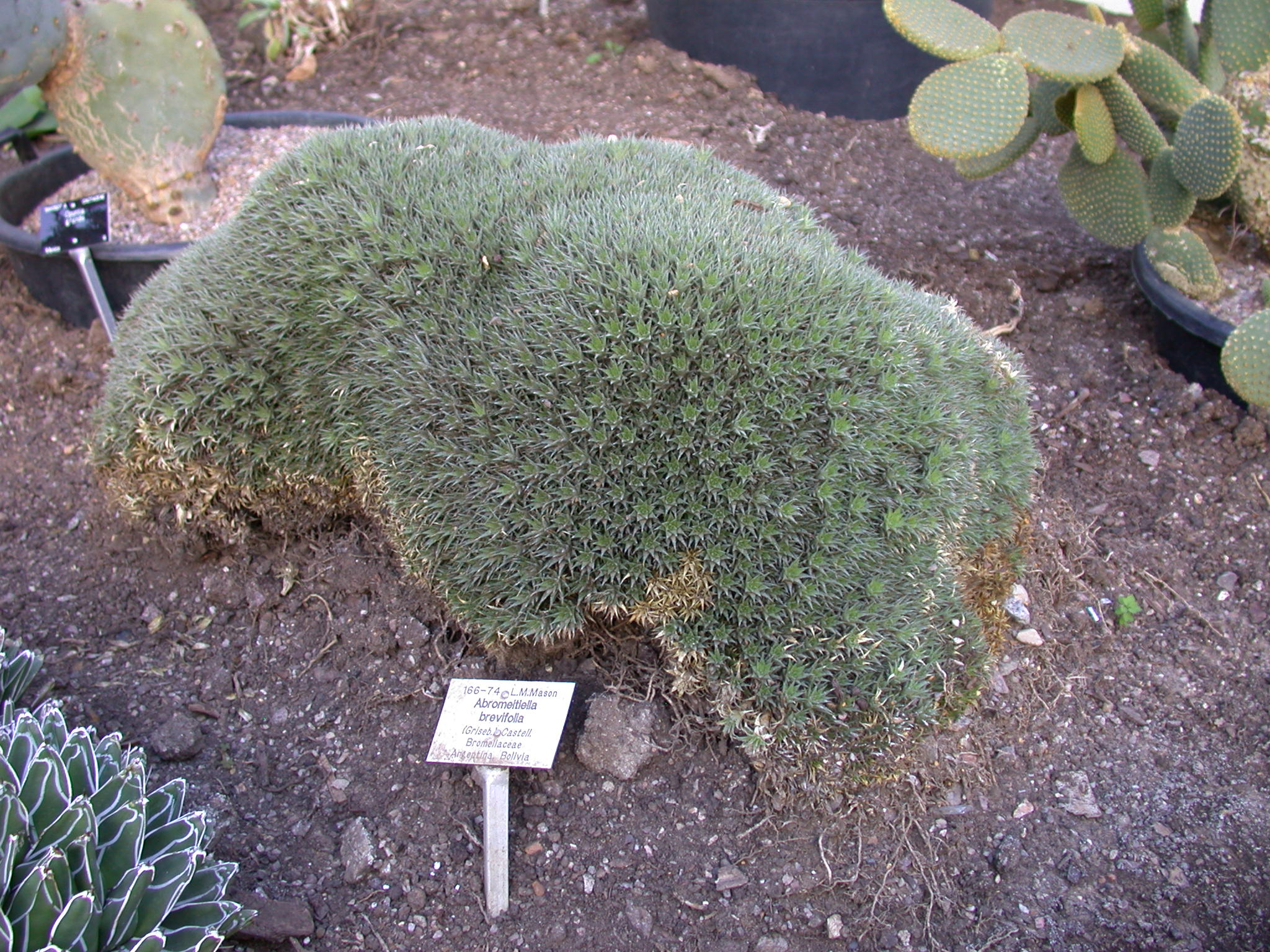
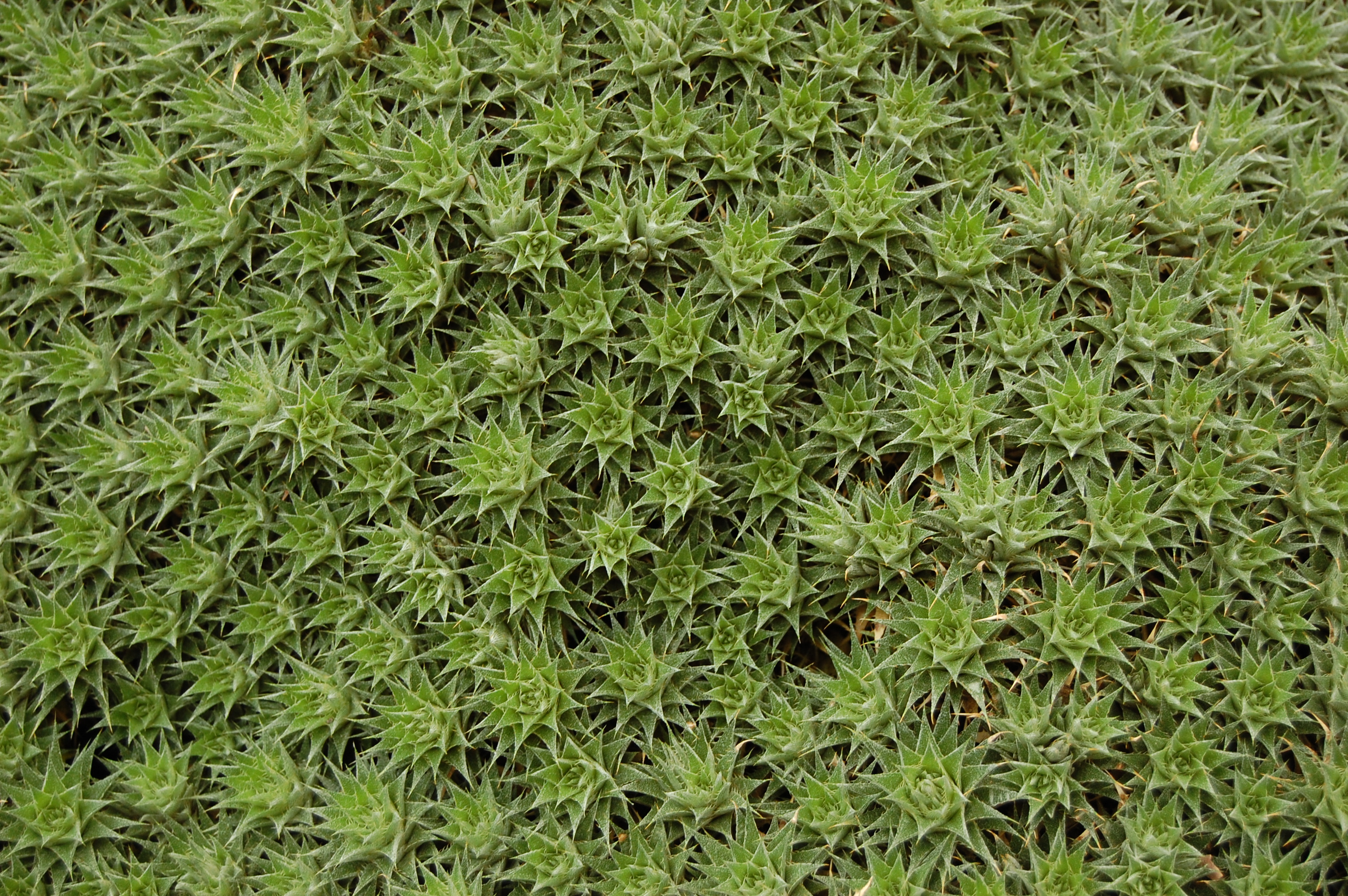
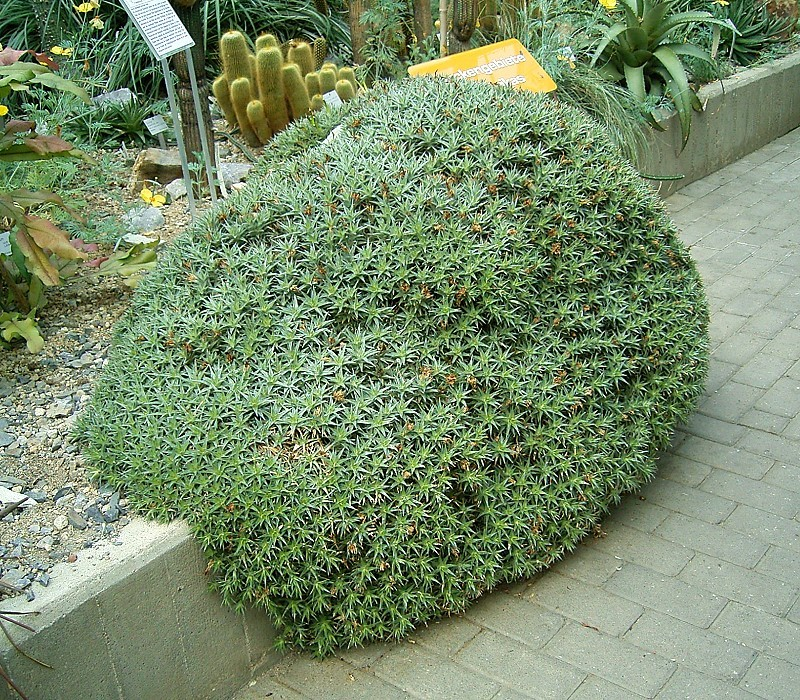
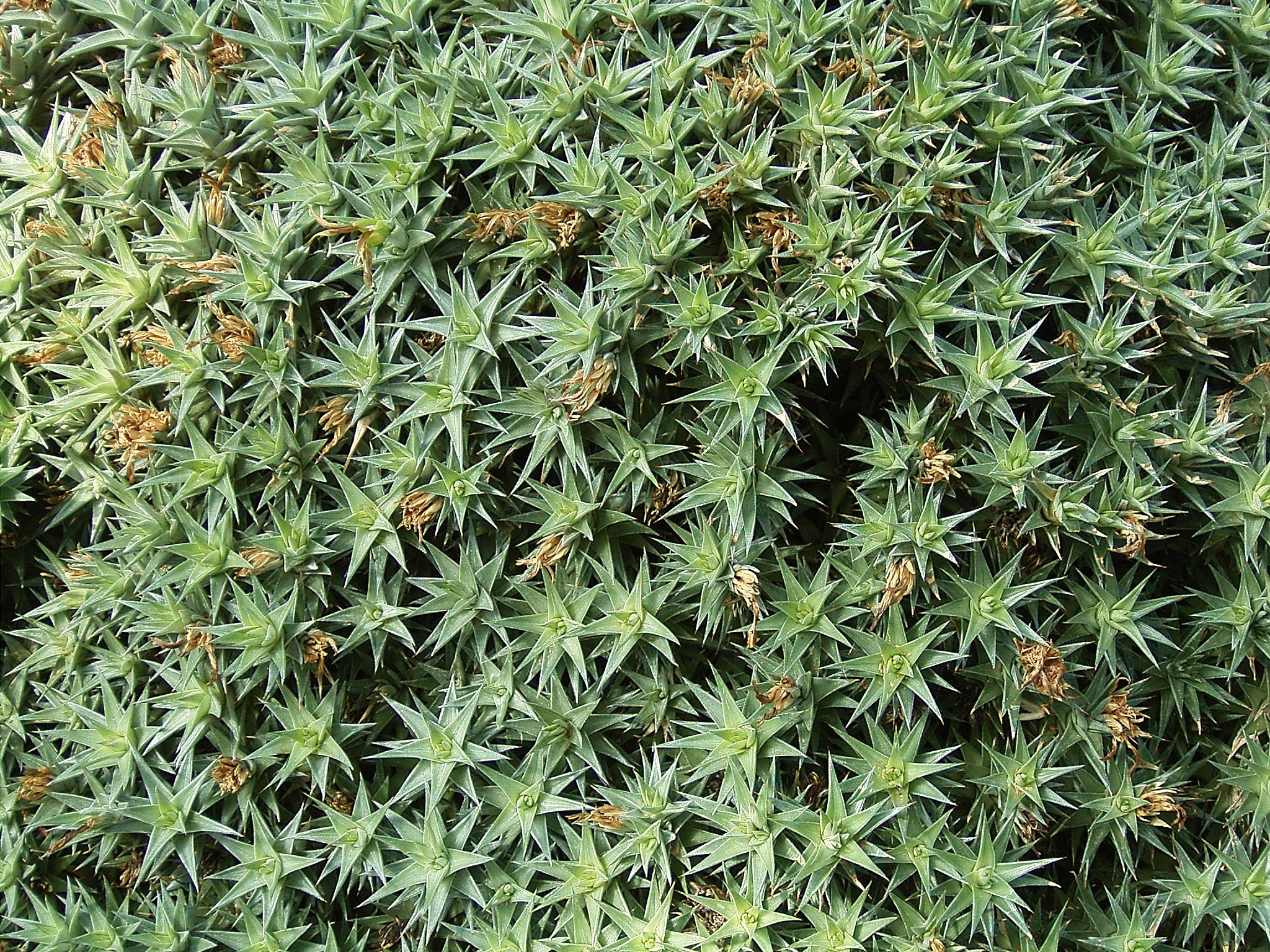
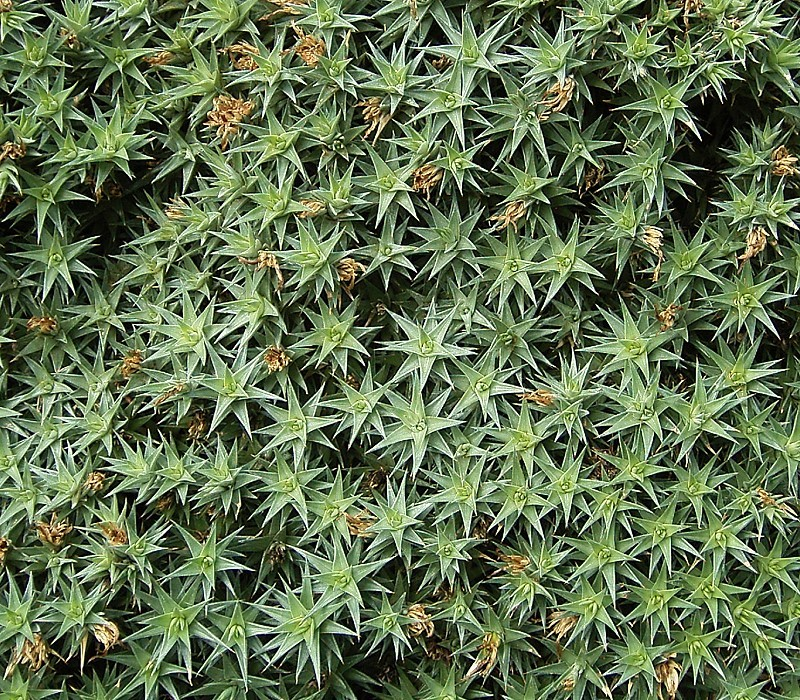
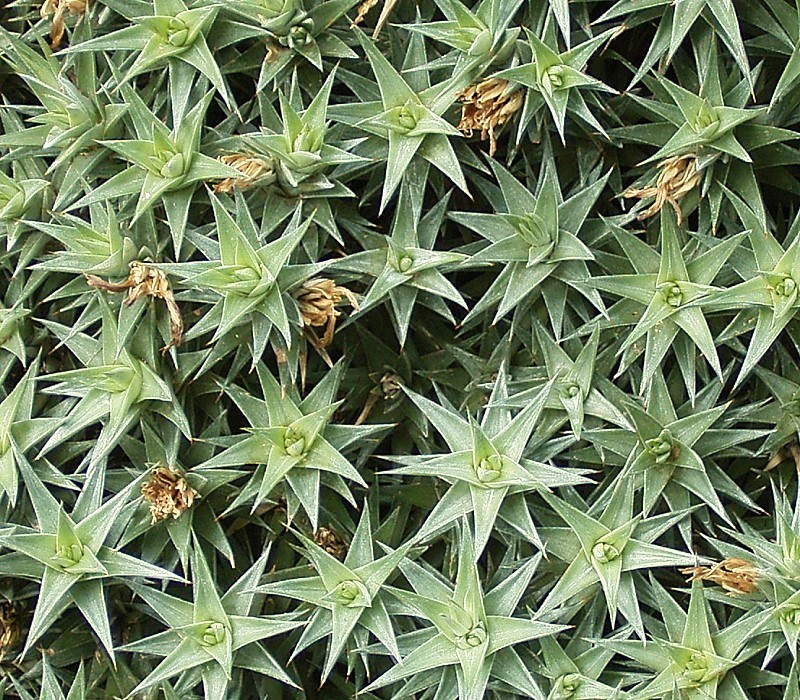